# Neoditylenchus dendrophilus
Neoditylenchus dendrophilus är en rundmaskart. Neoditylenchus dendrophilus ingår i släktet Neoditylenchus och familjen Tylenchidae. Inga underarter finns listade i Catalogue of Life.